# Ptychadena subpunctata
Ptychadena subpunctata é uma espécie de anfíbio da família Ranidae.
Pode ser encontrada nos seguintes países: Angola, Botswana, República Democrática do Congo, Namíbia, Zâmbia e Zimbabwe.
Os seus habitats naturais são: savanas áridas, savanas húmidas, rios, pântanos, lagos de água doce e marismas de água doce.